# Elizabeth Tyrwhitt
Elizabeth Tyrwhitt, née Oxenbridge, (1519 - 1578) est une femme de la noblesse anglaise, proche de la reine Catherine Parr. De convictions protestantes affirmées, elle est l'auteur de plusieurs ouvrages religieux,.

## Biographie
Née dans la maison de son père à Brede dans le Sussex de l'Est, elle est l'un des cinq enfants du grand féodal Goddard Oxenbridge (en) (mort en 1531) et de sa seconde épouse Anne (morte en 1531), veuve de John Windsor et fille de Sir Thomas Fiennes, de Claverham à Arlington (un fils de Sir Richard Fiennes).
Acceptée à la cour du roi Henri VIII, elle devient en 1537 une dame de compagnie des reines Jane Seymour puis Catherine Howard. Elle se marie peu de temps après avec un noble rencontré à la cour.
En août 1540, Elizabeth Tyrwhitt et d'autres dames de la cour se rendent à Portsmouth pour voir un navire nouvellement construit. Elles envoyèrent à Henri VIII une lettre commune signée par Mabel, Lady Southampton, Margaret Tallebois (ou Tailboys), Margaret Howard (sœur de Catherine Howard), Alice Browne, Anne Knyvett (fille de Thomas Knyvett), Jane Denny, Jane Meutas, Anne Bassett, Elizabeth Tyrwhitt et Elizabeth Harvey.
Elizabeth Tyrwhitt devient ensuite dame d'honneur et une amie proche de la reine Catherine Parr. Les deux femmes sont apparentées par alliance et partagent les mêmes sympathies protestantes. Cependant, soupçonnée de liens avec Anne Askew, elle est arrêtée par le roi avec d'autres membres de la famille de Catherine en 1546. Après la mort de celui-ci, elle reste au service de Catherine et de son quatrième mari, Thomas Seymour, et se trouve au chevet de Catherine lorsqu'elle meurt en 1549.
Lors du scandale qui suivit la relation de Seymour avec la future reine Élisabeth Ire d'Angleterre, elle apporta son témoignage sur un possible comportement inapproprié et fut brièvement chargée de la princesse à la place de la suspecte Catherine Astley,,,.
Par la suite, elle mène une vie privée et meurt dans sa maison de Clerkenwell. Son testament est validé le 28 avril 1578 et elle est enterrée dans l'église Sainte-Marie-la-Vierge (St Mary the Virgin's Church) de Leighton Bromswold, où l'on peut voir son effigie ainsi que celles de son mari et de sa fille.

## Famille
Entre mars 1538 et août 1539, elle épouse en secondes noces le courtisan Robert Tyrwhitt (en) de Leighton Bromswold (mort en 1572), écuyer du corps du roi, chevalier, « maître de l'écurie » pour Catherine Parr et membre du parlement. (Sa nièce Elizabeth Oxenbridge, fille de son demi-frère Thomas, avait précédemment épousé le neveu de son mari, Sir  Robert Tyrwhitt (en)). Elizabeth et Robert ont une fille, Catherine (morte en 1567), qui épouse Sir Henry Darcy de Brimham dans le Yorkshire,.

## Œuvres
Elle a composé un ouvrage intitulé Morning and Evening Praiers, with Divers Psalmes Himnes and Meditations, publié en 1574. Un exemplaire ayant avait appartenu à la reine Elizabeth Ire se trouve maintenant à la British Library,,.